# بوابية
بوابية قرية سوريّة تتبع إداريّاً لمحافظة حلب منطقة جبل سمعان ناحية الزربة، بلغ تعداد سكانها 2,790 نسمة حسب التعداد السكاني لعام 2004.